# ÖBB Nightjet

Logo ÖBB nightjet

ÖBB Nightjet (NJ) ist ein Markenname für Nachtreisezüge, der von ÖBB-Personenverkehr seit dem Fahrplanwechsel am 11. Dezember 2016 verwendet wird. Seit Dezember 2017 ist er zugleich eine Zuggattung. Eigentümer der Nightjet-Garnituren sind die ÖBB.

## Geschichte
Der ÖBB Nightjet umfasst im Wesentlichen die bislang unter dem Namen ihrer Zuggattung als EuroNight vermarkteten Nachtzüge der ÖBB sowie einen Teil der bis Dezember 2016 von der DB Fernverkehr betriebenen City-Night-Line-Züge (CNL). Ein weiterer Teil der seit 2016 unter diesem Namen verkehrenden EN-Zugläufe wird nicht durch die ÖBB, sondern von Partnerbahnen aus Kroatien (Hrvatske željeznice, HŽ), Ungarn (Magyar Államvasutak, MÁV), Polen (PKP Intercity, PKPIC) und Tschechien (České dráhy, ČD) betrieben und bewirtschaftet. Diese werden nicht als ÖBB Nightjet, sondern als Nightjet Partner bezeichnet.
Den ÖBB Nightjet ins Leben gerufen hatte die Personenverkehrs-Vorstandsdirektorin Valerie Hackl, die später für wenige Tage als Verkehrsministerin fungierte. Die Fahrgastzahlen in den ersten drei Monaten lagen bereits über den Erwartungen der ÖBB.
2018 sind die Fahrgastzahlen gestiegen. Wurden 2017 1,4 Millionen Fahrgäste befördert, so waren es 2018 1,6 Millionen. Auch 2019 sind die Fahrgastzahlen um bis zu 20 % gestiegen.
Während der Covid-19-Pandemie wurden die internationalen Verbindungen fast komplett ausgesetzt. Mit der Wiederaufnahme am 24. Mai 2021 fand auch die erste Fahrt des Nightjets nach Amsterdam statt.
Seit dem Fahrplanwechsel 2021 gibt es Direktverbindungen von Wien über Salzburg, München und Straßburg nach Paris sowie eine Verbindung von Zürich über Basel und Köln nach Amsterdam. Diese wird mangels verfügbarem Wagenmaterial mit angemieteten Schlaf- und Liegewagen sowie Sitzwagen der DB Fernverkehr und SBB betrieben.
Mit dem Fahrplanwechsel im Dezember 2022 wurden die Zugläufe von München bzw. Wien über Mailand nach La Spezia verlängert. Die Verbindung Zürich – Berlin führt nicht mehr über Magdeburg, sondern über Leipzig. Zusätzlich führte diese Linie nun Kurswagen ab Leipzig über Dresden nach Prag. Der Zuglauf München – Venedig startete bereits in Stuttgart und führte Kurswagen nach Zagreb und Budapest.
Im Fahrplanjahr 2024 wurden zwei neue Verbindungen von Berlin über Halle und Frankfurt nach Paris bzw. Brüssel eingeführt, welche dreimal wöchentlich verkehrt. Die Linien Wien-Paris und Wien-Brüssel fahren vereinigt und tauschen mit den neuen Linien Kurswagen in Mannheim (kein Zustieg). Dafür wurde die Verbindung Innsbruck-Brüssel eingestellt. Die Linie Berlin – Graz führt nicht mehr über Polen, sondern über Dresden und Prag. Dabei werden auch Kurswagen von Berlin nach Budapest über Bratislava mitgeführt. Des Weiteren wurde eine neue EuroNight-Verbindung zwischen München und Warschau über Wien eingeführt. Die neuen Garnituren des Nightjet 2 werden auf den Linien Bregenz-Wien, Hamburg-Wien und Hamburg-Innsbruck eingesetzt, dadurch wird der Autotransport von und nach Hamburg eingestellt, jener von Feldkirch hingegen nicht. 1,5 Millionen Fahrgäste nutzten 2024 die Nachtzüge der ÖBB.
Ende März 2025 wurde der vor kurzem eingeführte Nightjet zwischen Berlin und Brüssel eingestellt.

## Einsatzgebiete und Zugläufe

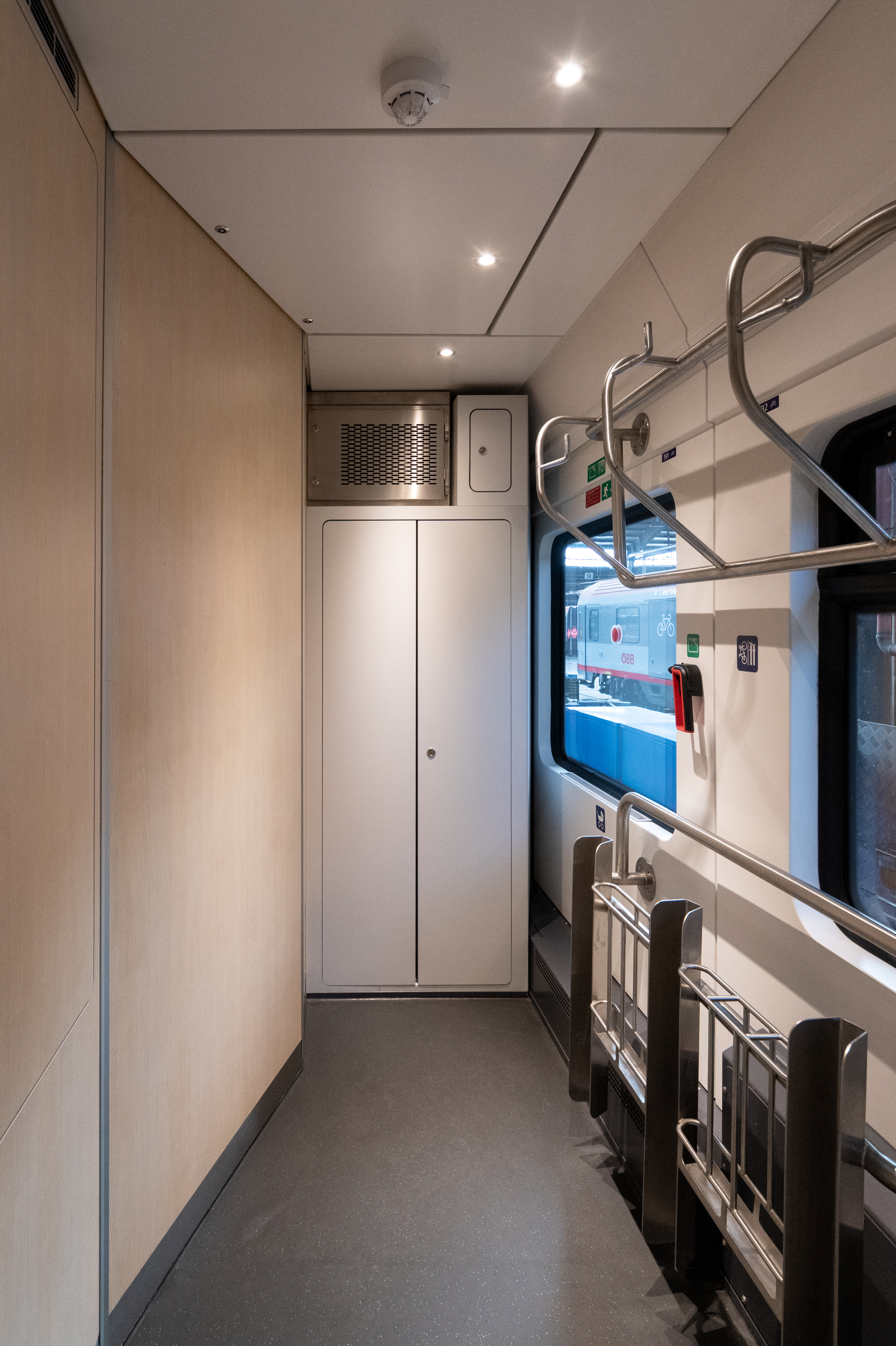
Fahrradabteil eines Nightjets

Im Jahresfahrplan 2025 werden die von den ÖBB betriebenen Nightjets unter der Zuggattung Nightjet (NJ) geführt. Die Verbindungen konzentrieren sich auf
- Österreich: Wien, Salzburg, Linz, Graz, Innsbruck
- Schweiz: Zürich, Basel
- Deutschland: Hamburg, Berlin, Köln, Frankfurt, Düsseldorf, München, Stuttgart
- Italien: Florenz, Rom, Verona, Gardasee, Mailand, Venedig, Bologna, Genua, La Spezia & Cinque Terre
- Belgien: Brüssel
- Niederlande: Amsterdam, Utrecht
- Frankreich: Paris, Strasbourg
- Kroatien: Zagreb, Split[12]

| Nightjets der ÖBB                       | Nightjets der ÖBB | Nightjets der ÖBB                  |
| Verbindung                              | Zug               | PKW und Rad-Mitnahme               |
| --------------------------------------- | ----------------- | ---------------------------------- |
| Venedig – Stuttgart                     | NJ 236            | nein                               |
| Rom – München                           | NJ 294            | 6 Fahrräder                        |
| München – Rom                           | NJ 295            | 6 Fahrräder                        |
| Zürich – Amsterdam                      | NJ 402            | 30 Fahrräder                       |
| Amsterdam – Zürich                      | NJ 403            | 30 Fahrräder                       |
| Berlin – Zürich                         | NJ 408            | 3 Fahrräder                        |
| Zürich – Berlin                         | NJ 409            | 3 Fahrräder                        |
| Innsbruck – Amsterdam                   | NJ 420            | nein                               |
| Wien – Bregenz                          | NJ 446            | ja (nur bis Feldkirch) und 6 Räder |
| Bregenz – Wien                          | NJ 447            | ja (ab Feldkirch) und 6 Räder      |
| Graz – Wien – Prag – Berlin             | NJ 456            | nein                               |
| Graz – Zürich                           | NJ 464            | 3 Fahrräder                        |
| Zürich – Graz                           | NJ 465            | 3 Fahrräder                        |
| Wien – Zürich                           | NJ 466            | 3 Fahrräder                        |
| Zürich – Wien                           | NJ 467            | 3 Fahrräder                        |
| Wien – Paris                            | NJ 468            | nein                               |
| Zürich – Hamburg                        | NJ 470            | 3 Fahrräder                        |
| Hamburg – Zürich                        | NJ 471            | 3 Fahrräder                        |
| Wien – Hamburg                          | NJ 490            | 6 Fahrräder                        |
| Hamburg – Wien                          | NJ 491            | 6 Fahrräder                        |
| Graz Hbf – Feldkirch – Zürich           | NJ 1464 / 464     | ja                                 |
| Zürich – Feldkirch – Graz               | NJ 1465 / 465     | ja und 3 Räder                     |
| Wien – Rom                              | NJ 40233          | 6 Fahrräder                        |
| La Spezia Centrale – Salzburg – München | NJ 40235          | nein                               |
| Innsbruck – Hamburg                     | NJ 40420          | 6 Fahrräder                        |
| Wien – Brüssel                          | NJ 40468          | nein                               |
| Wien – Amsterdam                        | NJ 40490          | nein                               |
| Hamburg – Innsbruck                     | NJ 40491          | 6 Fahrräder                        |
| Rom – Wien                              | NJ 40294          | 6 Fahrräder                        |

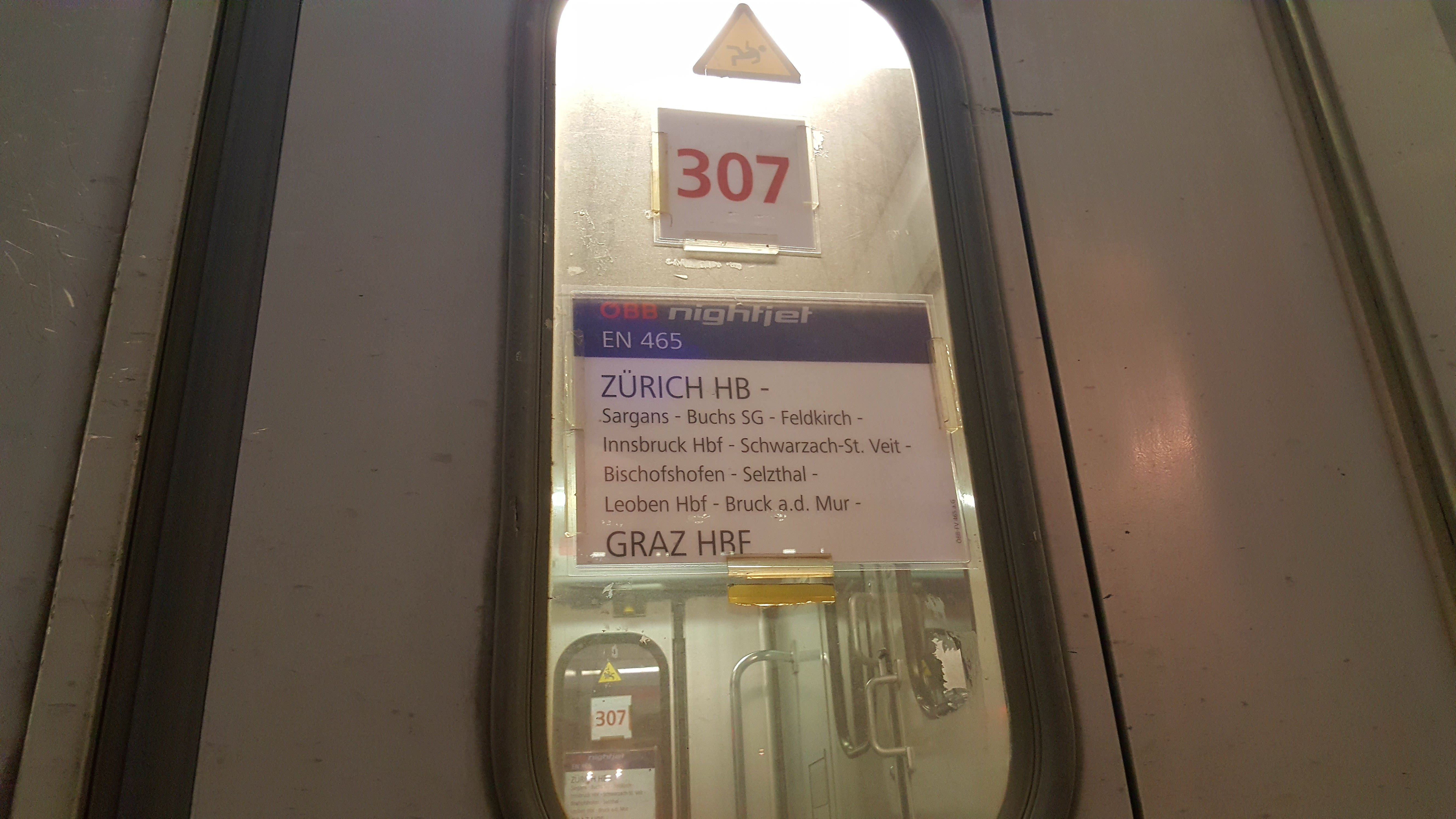
Zuglaufschild des Nightjets im EuroNight 465

Der EuroNight wird von Partnern der ÖBB betrieben und fährt von Österreich in den Süden, Osten und nach Nordosten und zurück (siehe Grafik „Streckennetz 2025“).

## Zugkonfiguration
Genau wie die CNL-Züge bestehen auch die Nightjet-Zuggarnituren aus Einzelwagen, sodass sie in einzelne Zugteile und Kurswagengruppen aufgeteilt werden können. Dies findet Anwendung zum Beispiel beim Nightjet von Wien nach Rom/Mailand, der in Villach mit dem Nightjet von München nach Rom/Mailand neu zusammengestellt wird. Sie verfügen über Abteil- und Großraumwagen mit Sitzplätzen (nur 2. Klasse), teilweise Fahrradabteile und teilweise barrierefrei zugängliche Plätze sowie Liege- und Schlafwagen. Bei wenigen Nightjets besteht die Möglichkeit eines Auto- und Motorradtransports am Zug.
Design und Name basieren im Wesentlichen auf dem Railjet. Allerdings sind die Nightjets in Nachtblau gehalten und haben im Fensterband einen angedeuteten Sternenhimmel auf den Außenwänden. Des Weiteren sind die Türen hellgrau sowie der Begleitstreifen in rot/grau wesentlich schmaler ausgeführt als beim Railjet. Das Außendesign wurde von Spirit Design in Wien entwickelt. Das Innenraumdesign der neuen Nightjet-Garnituren stammt von PriestmanGoode. Die Bewirtschaftung der Züge (mit Ausnahme der Partner-Nightjets) erfolgt durch Newrest Wagons-Lits.

## Wagenpark
Die meisten in Nightjets eingesetzten Wagen waren bei der Einführung des Nachtreisezuges 2016 bereits vorher im Bestand der ÖBB. Zusätzlich wurden 15 Liegewagen und 42 Schlafwagen von DB Fernverkehr angekauft, die seit Herbst 2016 eingesetzt werden. Zunächst beschränkten sich Umbauten auf technische Anpassungen (Einbau der für Italien vorgeschriebenen Türsteuerung), die Wagen blieben innerlich unverändert und erhielten lediglich das neue Farbschema. Erst in einem zweiten Schritt wurden ehemalige Sitzwagen zu neuen Liegewagen umgebaut, wobei eine zeitgemäße Innenraumgestaltung umgesetzt wurde.

### Schlafwagen

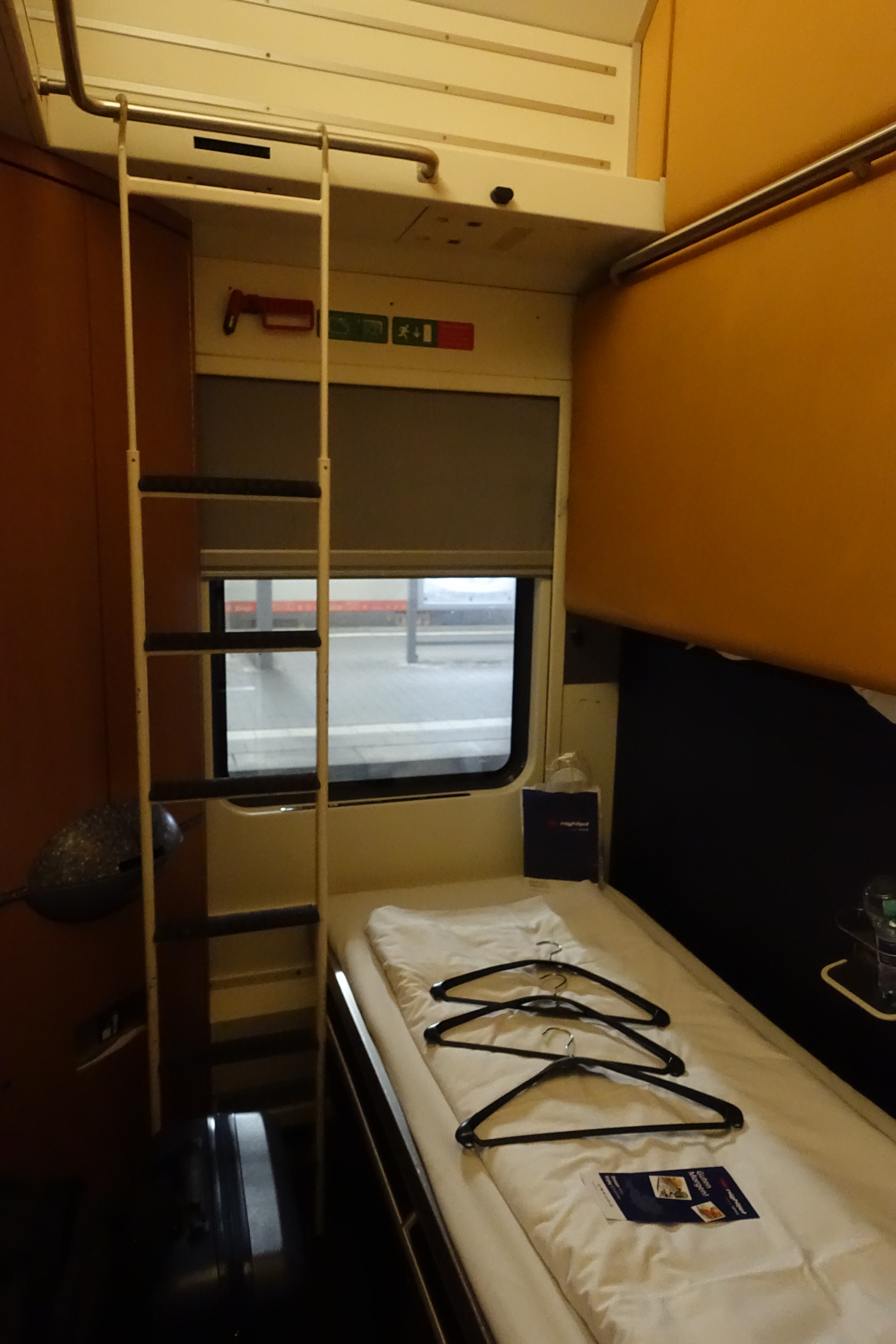
Einzelabteil im Schlafwagen (Nachtposition)

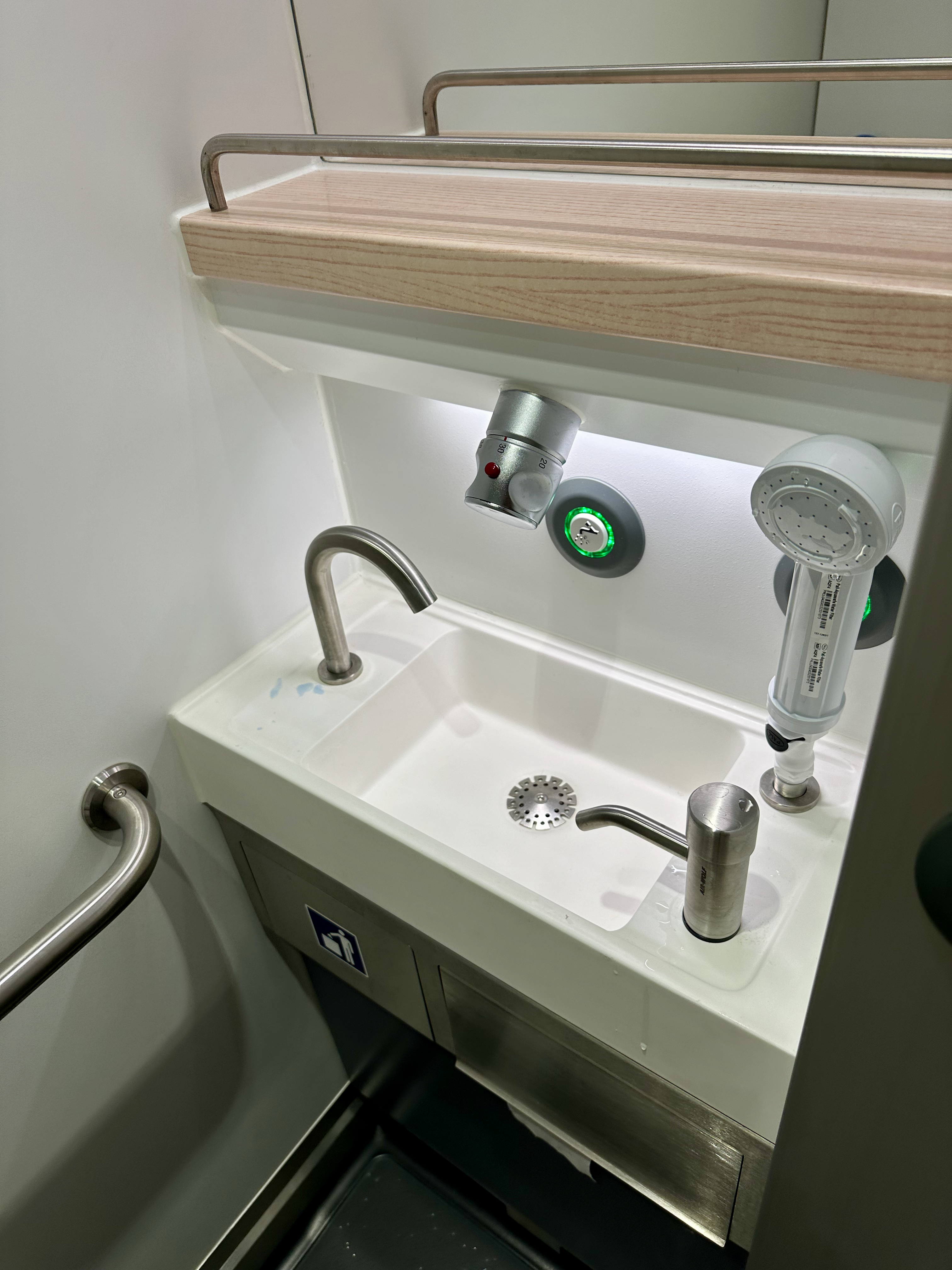
Waschbecken in einem Schlafenwagen-Abteil

Die Schlafwagenabteile sind für eine bis drei Personen buchbar. Es werden bezogene Betten mit Decke, Laken und Kopfkissen angeboten. Im Preis eingeschlossen ist ein Frühstück mit Heißgetränken, das aus einer Speisekarte nach Belieben zusammengestellt werden kann. Auch Handtücher, Seife, Hausschuhe und Ohrstöpsel, ein Rufsystem für einen direkten Kontakt zum Zugteam und ein Weckservice sind inklusive. Zusätzlich sind die Abteile von innen verschließbar, größtenteils zusätzlich von außen.
Optional können Getränke sowie warme, kalte Snacks und eine eigene Dusche mit WC erworben werden.
Die wichtigste Schlafwagenbauart der ÖBB waren 2004 42 Wagen WLABmz 61 80 72-90 001 bis 042, die von 2003 bis 2005 von Siemens SGP als WLABmz173.1 Comfortline an die DB AutoZug GmbH geliefert wurden. Die luftgefederten Drehgestelle der Bauart SGP 400 erlauben eine Höchstgeschwindigkeit von 200 km/h. Drei der zwölf Dreibettabteile, die als Deluxe-Abteile in den Varianten Single, Double oder Triple gebucht werden können, besitzen ein eigenes Bad mit Waschbecken, Dusche und WC. Die Abteile können paarweise zur Suite verbunden werden. 2016 wurden die Wagen an die ÖBB abgegeben.
In den Zügen Wien – Zürich und Zürich – Hamburg setzen die ÖBB 10 Doppelstock-Schlafwagen ein, die 1995 von SGP (2 Wagen), DWA (8 Wagen) und Talbot (alle Drehgestelle) an die City Night Line CNL AG geliefert wurden. 5 WLBmz 61 81 76-94 215 bis 219 haben je 17 Zweibett- und zwei Vierbettabteile, 5 WLABmz 61 81 76-94 321 bis 325 haben je 4 Deluxe-Abteile mit eigenem Bad, 9 Zweibett- und 2 Vierbettabteile. Die Vierbettabteile werden heute nur in Dreibettbelegung genutzt und teilweise als Dienstabteil reserviert. Die ÖBB übernahmen diese Wagen bei ihrem Ausscheiden aus der CNL AG und modernisierten sie 2009 mit Drehgestellen SGP 400.

### Liegewagen

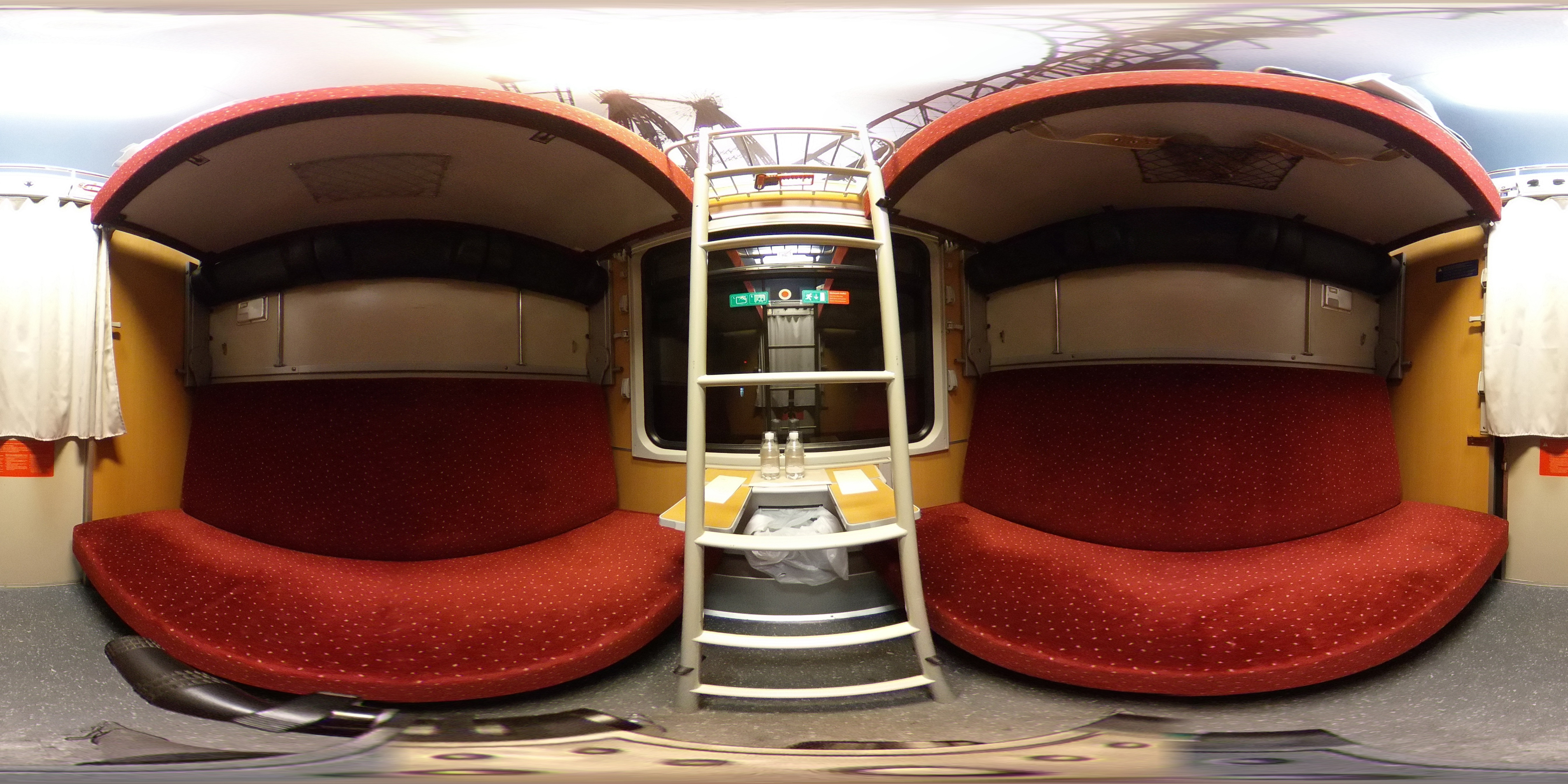
Kugelpanorama eines Liegewagenabteils

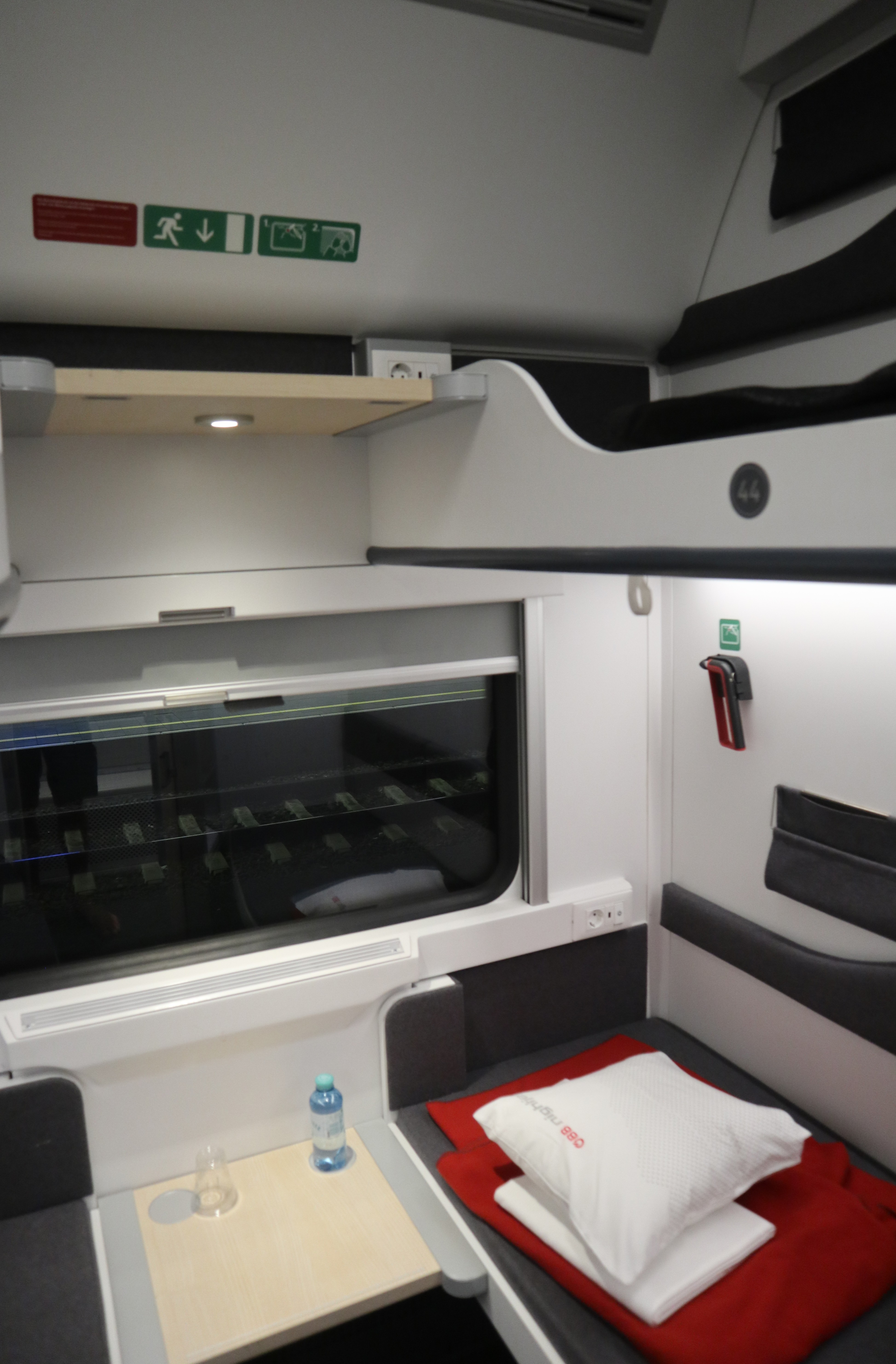
Vierbettabteil im neuen Design

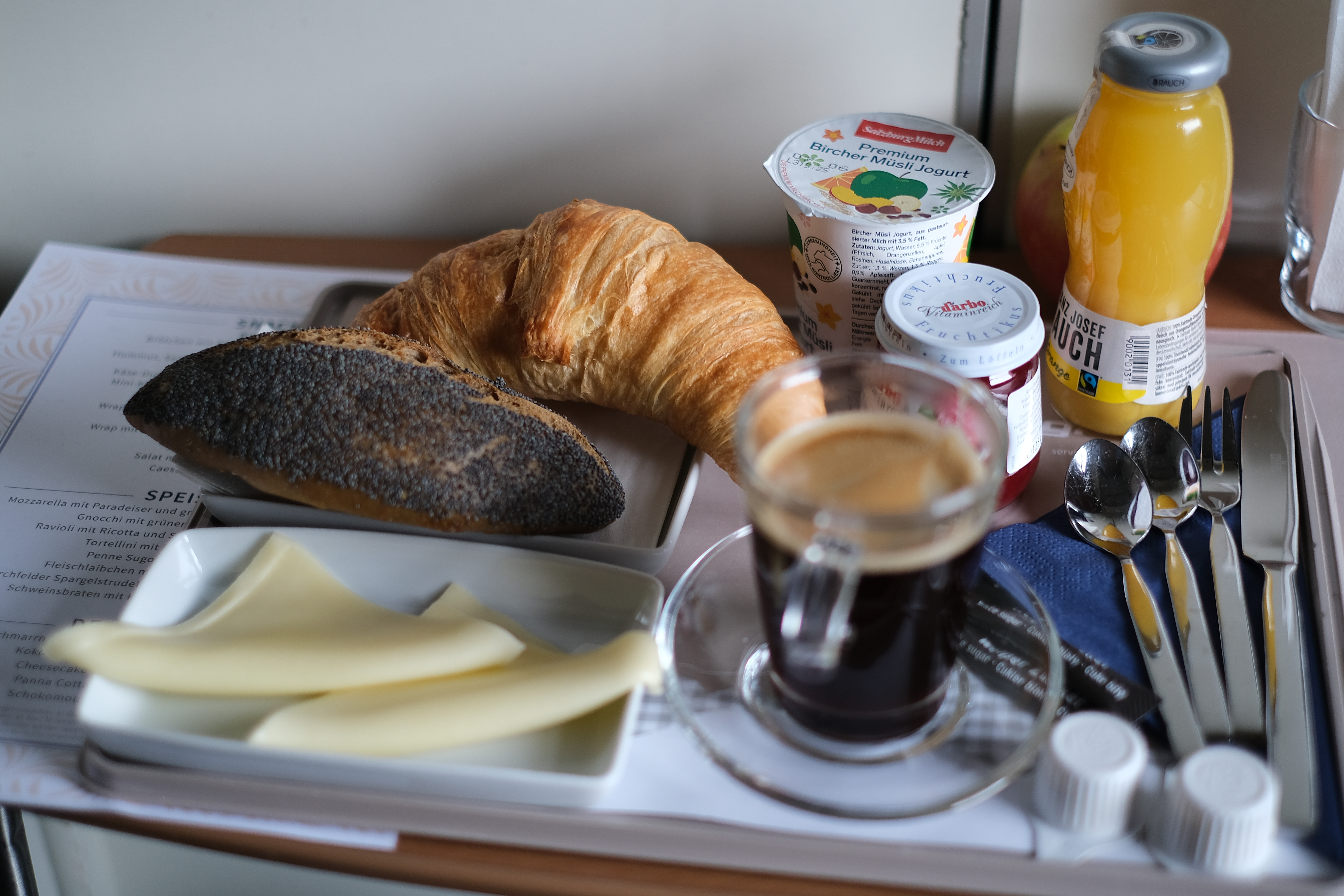
Frühstück in einem Nightjet

Ganze Abteile für 4 bis 6 Personen können von Familien und Gruppen als „Privatabteil“ reserviert werden, aber es gibt inzwischen auch die Möglichkeit einzeln in einer Mini Cabin günstig zu reisen. Frauen können ihren Liegeplatz in einem Damenabteil buchen.
Im Liegewagen sind Bettlaken, Polster sowie Decken frisch bezogen inkludiert, ebenso wie ein Frühstück (Kaffee/Tee, Mineralwasser, 2 Semmeln, Butter, Marmelade). Die Abteile sind von innen verschließbar und Wasch- und Toilettenräume befinden sich im Wagen. Getränke und Snacks können erworben werden.
29 Liegewagen Bcmz 61 81 59-90 000 … 059 entstammen der von 1981 bis 1982 von den Jenbacher Werken gelieferten Serie von 60 Wagen 51 81 59-70.0. Sie wurden von 2004 bis 2010 mit Klimaanlagen ausgestattet und für 200 km/h ertüchtigt.
10 Liegewagen Bcmz 61 81 59-91 100 bis 109 wurden 1991 von den Jenbacher Werken geliefert. Sie sind als weltweit erste Liegewagenbauart druckertüchtigt und laufen auf Drehgestellen MD 52.
20 ebenfalls druckertüchtigte Liegewagen Bcmz 61 81 59-91 200 bis 219 wurden von 2000 bis 2001 von Siemens SGP konstruiert und bei Bombardier Dunakeszi endmontiert. Die kantige Dachform dieser Wagen stammte von den zuvor gebauten Modularwagen, sie wurde adaptiert und später beim Railjet 1. Generation sowie anderen Wagen übernommen. Wie die Schlafwagen sind diese Wagen auch mit Drehgestellen SGP 400 ausgestattet.
15 Liegewagen Bvcmbz 61 80 59-90 002 … 044 wurden 2016 von DB Fernverkehr übernommen. Diese Wagen wurden von 1962 bis 1967 bei Credé, WMD, DWM und O&K als Bc4üm-62 gebaut, später als Bcm243 bezeichnet, in den 1980er Jahren in Bcmh246 umgebaut, dann von 2001 bis 2004 im Ausbesserungswerk Halberstadt in Bvcmbz249.1 umgebaut, dabei wurden zwei Liegeabteile in ein behindertengerechtes Abteil und eine barrierefreie Toilette umgebaut, eine Klimaanlage installiert und neue Drehgestelle MD 52 eingebaut.
22 Abteilwagen Bmz 21-91.1 wurden in Multifunktions-Liegewagen Bbcmvz 59-91.3 umgebaut und 2021/2022 in Betrieb genommen. Sie weisen einen Bereich zur Fahrradbeförderung, sieben Vierbettabteile in neuem Design, ein rollstuhlgerechtes Zweibettabteil und barrierefrei zugängliche Toilette sowie einen Dienstraum auf.

### Sitzwagen

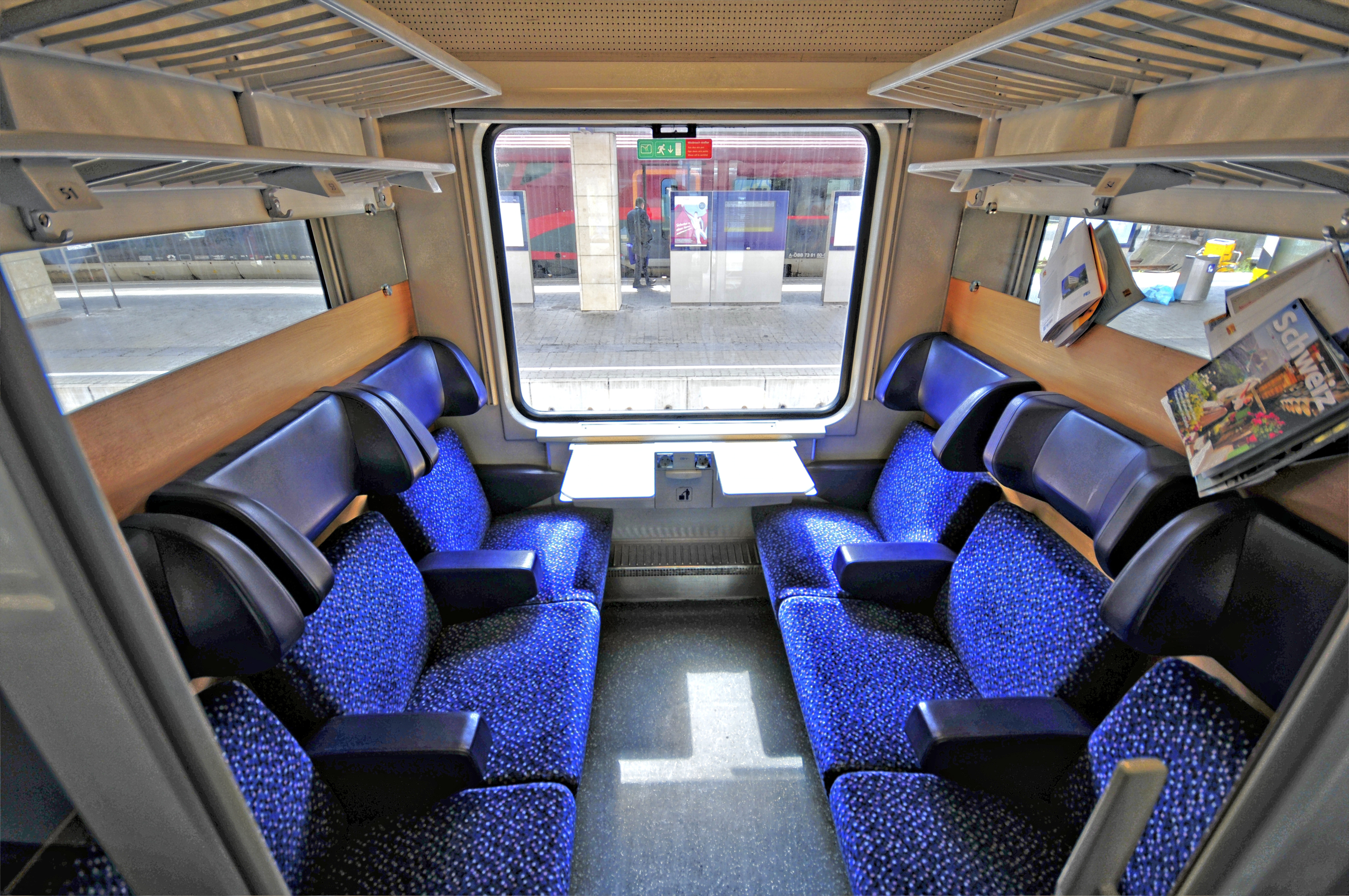
In der Reisekategorie Sitzwagen werden Abteilwagen angeboten, welche auch im ÖBB-Intercity sowie in REX-Zügen verkehren

Einige Sitzwagen haben Abteile mit sechs Plätzen, die bei Nacht in eine Liegefläche umgewandelt werden können. Andere sind Großraumwagen. Es ist die günstigste Reisemöglichkeit im Nightjet. Eine Sitzplatzreservierung ist inkludiert, Getränke und Snacks können von der Speisekarte beim Zugteam im Liege- und Schlafwagen erworben werden. Im Wagen befinden sich Wasch- und Toilettenräume.
Die Sitzwagen entstammen überwiegend der Serie von 92 druckertüchtigten Abteilwagen Bmz 73 81 21-91 100 bis 191, die 1989 bis 1992 von SGP geliefert wurden. Wagen dieser Bauart werden auch in Tagesreisezügen (EC/IC) eingesetzt. Ersatzweise können auch Wagen der älteren Bauart Bmz 61 81 21-90 500 … 604 von 1980 bis 1982 eingereiht werden. Beide Wagentypen wurden zwischen 2002 und 2009 einem Upgrade unterzogen, wobei unter anderem Steckdosen eingebaut, die Sitzbezüge und Klapptische erneuert wurden. Diese Wagen bieten in elf Abteilen 66 Sitzplätze.
Weiters kommen in einigen Nightjets Abteilwagen der Bauart Bmz 73 81 29-91 5xx zum Einsatz. Dabei handelt es sich um ehemalige 1.-Klasse-Wagen der Bauart Amz 73 81 19-91 5xx. Diese Wagen bieten in neun Abteilen 54 Sitzplätze.
12 Sitzwagen Bbmvz 61 81 28-91 102 … 144 wurden von 2007 bis 2010 aus Amz 19-70.1 (SGP 1982) umgebaut. Dabei wurde ein behindertengerechtes Liegeabteil und eine rollstuhlgerechte Toilette eingerichtet, am anderen Wagenende ein Bereich für die Fahrradbeförderung. Diese Wagen laufen in den Zügen Düsseldorf/Hamburg – Innsbruck/Wien sowie Wien/Graz – Zürich. Diese Wagen bieten in sechs Abteilen 36 Sitzplätze und zwei rollstuhlgerechte Plätze. Sie sind auch als LUNA - Wagen bekannt (Liegewagen - Umbau - Nacht).

### Siemens Viaggio Next Level

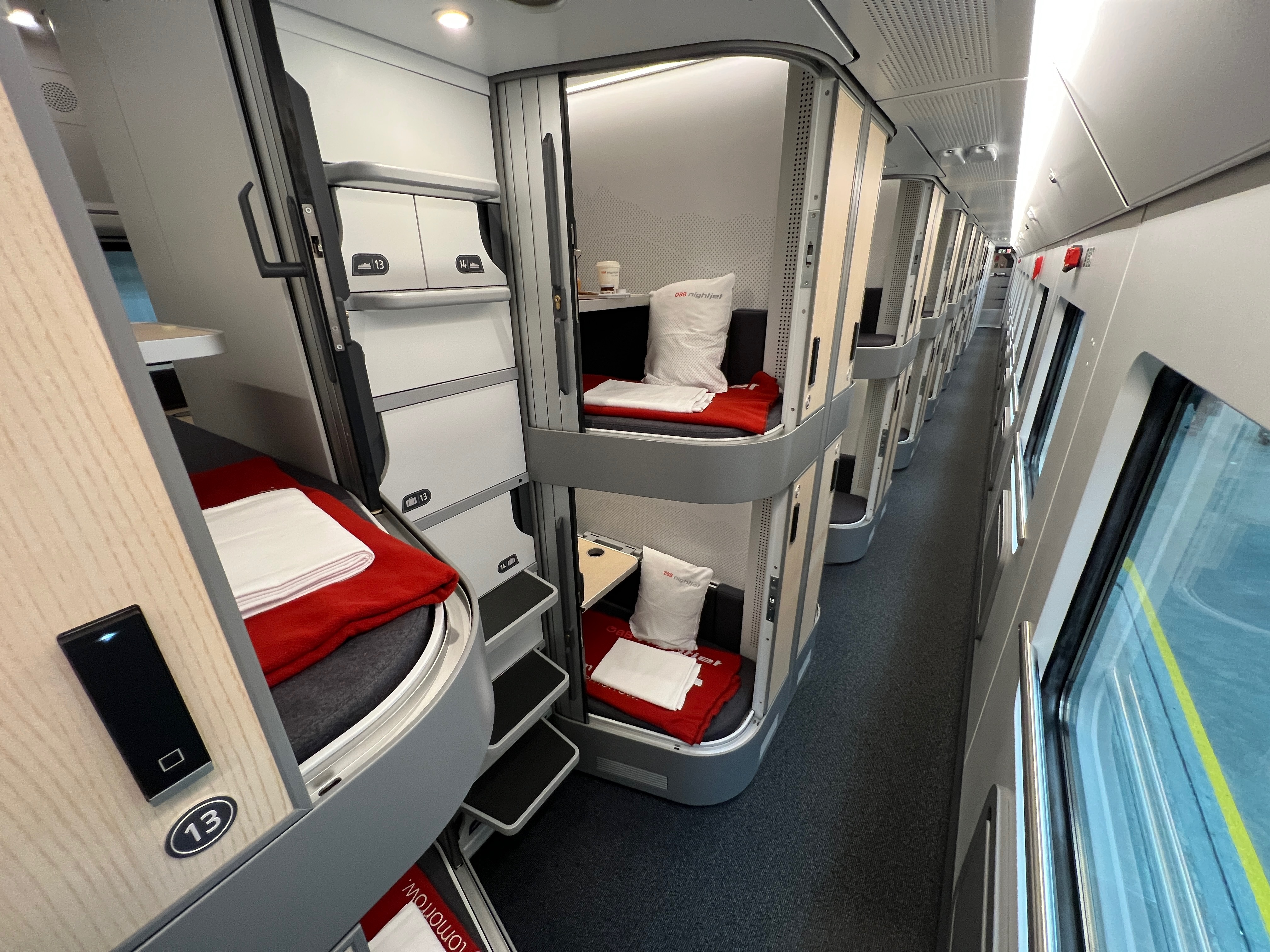
Die Mini Cabins im neuen Nightjet

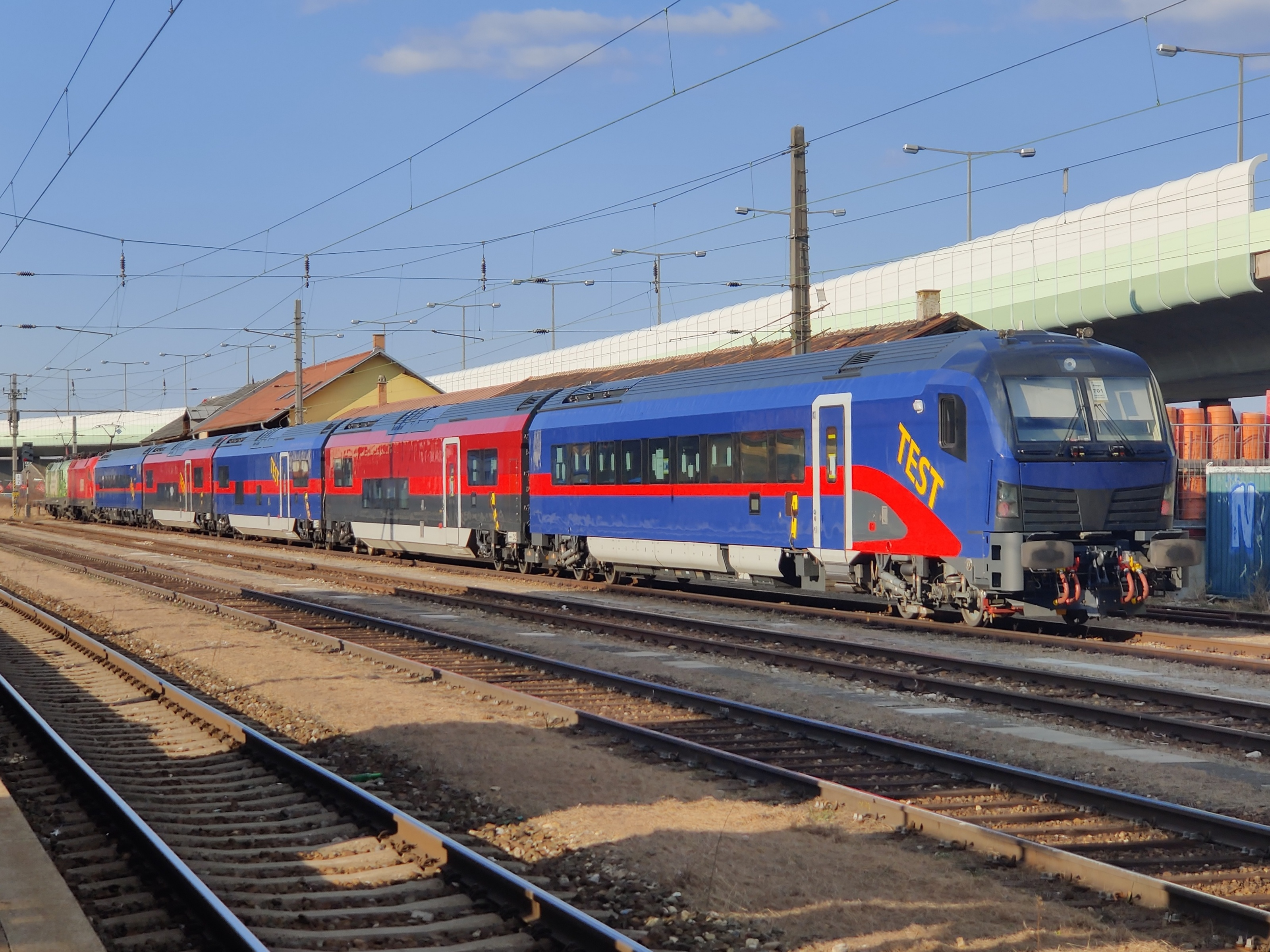
Testzug der neuen Night- und Railjet-Generation in Wien Nußdorf

Die ÖBB haben 33 neue 230 km/h schnelle siebenteilige Zuggarnituren (Siemens Viaggio Next Level) bestellt, die seit 2019 bei Siemens Mobility produziert werden und von denen die ersten mit dem Fahrplanwechsel 2023 in Betrieb gingen, 20 weitere gingen 2025 in Betrieb. Im Juli 2025 war die Bestellung auf 24 Garnituren reduziert.
Die Zuggarnituren haben ein neues Konzept, mit einzeln verschließbaren Liegen (Mini Cabins), 4-Bett-Liegeabteilen, die bei Bedarf mit einer Kinderliege ausgestattet werden können (Family-Abteile) und 2-Bett-Schlafabteilen mit Duschmöglichkeit und WC (Comfort) bzw. Dusche und WC (Comfort Plus). Eine Zuggarnitur besteht aus sieben Wagen, zwei Schlafwagen (WLAmz) mit je 20 Betten in 10 Abteilen, drei Liegewagen (Bcmz) mit je 40 Betten (28 Mini-Suites und drei Vierer-Abteile), einen Multifunktionswagen (ABbmpvz) mit zwei barrierefreien Schlafplätzen, zwei dazugehörigen Schlafplätzen für Begleitpersonen, sechs Fahrradabstellplätzen und 26 Sitzplätzen und dem Steuerwagen (Bfmpz) mit 70 Sitzplätzen, zusammen also 260 Plätze. Im Gegensatz zu den älteren Wagen befinden sich Sitzplätze ausschließlich im Großraumwagen, es gibt keine Sitzplatzabteile mehr.
Aufgrund neuer Brandschutzvorschriften im italienischen Eisenbahnnetz war geplant, die ersten 13 Züge zuerst in den Zügen nach Italien einzusetzen (von Wien und München nach Mailand, Venedig und Rom). Die 20 Garnituren der zweiten Tranche waren für den Verkehr von Wien und Innsbruck nach Hamburg und Amsterdam, von Wien nach Bregenz und Zürich, von Graz nach Zürich und von Zürich nach Hamburg und Amsterdam vorgesehen.
Im Februar 2021 stellten die ÖBB und Siemens Mobility das Außendesign in Form des ersten lackierten Wagenkastens der neuen Nightjet-Generation vor. Mit den Wagen, die von den neuen Garnituren ersetzt werden, soll das Nachtzugnetz um neue Relationen erweitert werden.
Da die Erstzulassung der Züge für Österreich, Deutschland, Italien und die Schweiz erst am 24. November 2023 erfolgte, bedienen die ersten Garnituren seit dem Fahrplanwechsel am 10. Dezember 2023 die Strecke von Wien/Innsbruck nach Hamburg und zurück. Seit Anfang März 2024 verkehren die neuen Garnituren auch zwischen Wien und Bregenz. Anfang September 2024 folgten dann Wien – Rom und München – Rom. In einem nächsten Schritt soll die Zulassung für die Niederlande und der Einsatz von/nach Amsterdam erfolgen. Langfristig sollen fast alle Nightjet-Verbindungen mit den neuen Garnituren gefahren werden.

### Autotransportwagen

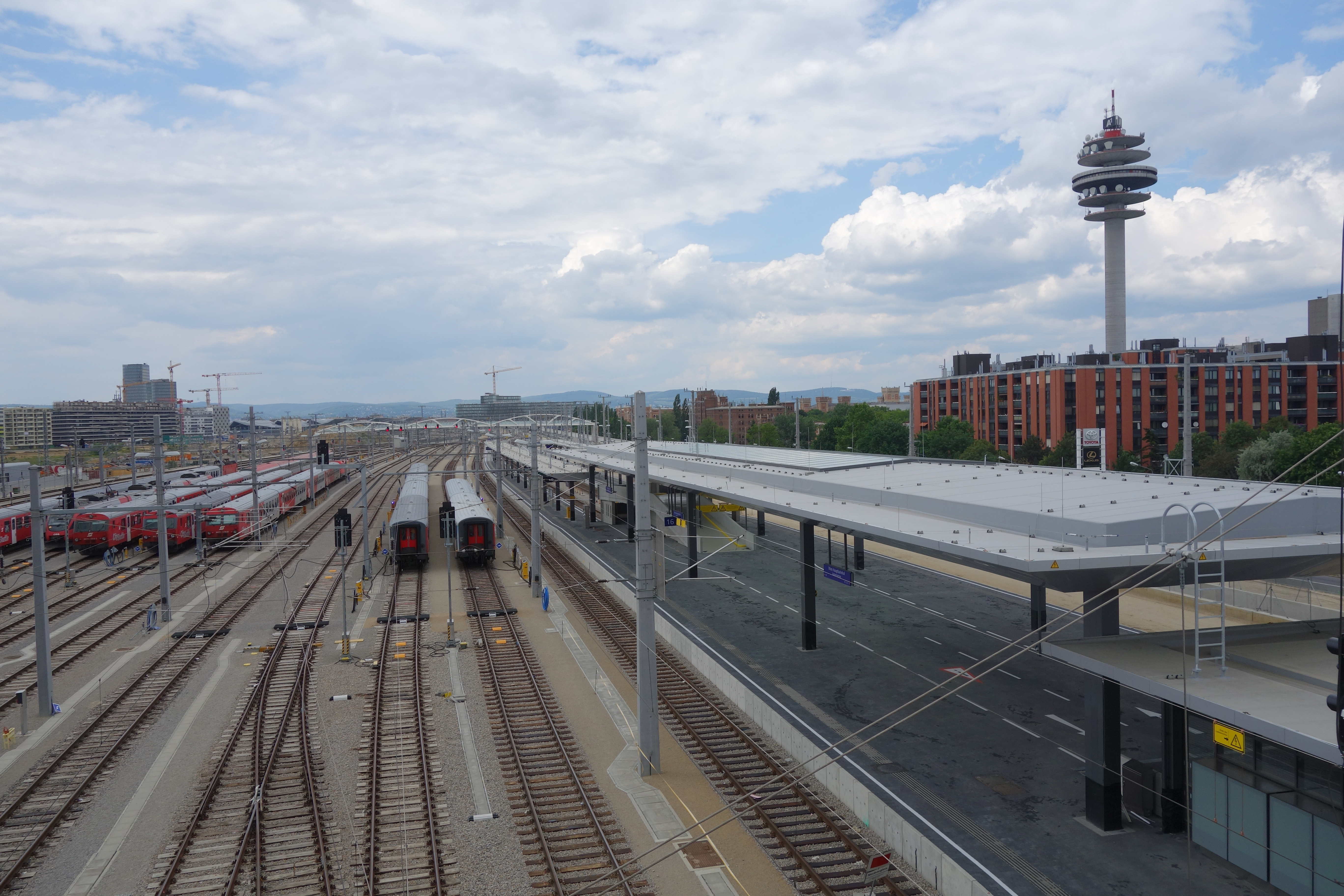
Die Autoreisezuganlage am Wiener Hauptbahnhof

Von ursprünglich 80 Autoreisezugwagen DDm 51 81 98-70 000 bis 079, die von 1982 bis 1990 von den Jenbacher Werken geliefert wurden, sind noch 36 bei den ÖBB in Betrieb. Diese Wagen sind als einzige auf 160 km/h beschränkt und werden in allen Verbindungen mit Auto- und Motorradtransport eingesetzt.
Seit dem Fahrplanwechsel am 10. Dezember 2023 werden auf den Verbindungen Düsseldorf/Hamburg – Wien/Innsbruck keine Autotransportwagen im Nightjet mehr mitgeführt. Grund dafür ist die fixe Kombination von jeweils 2x7 Waggons des Nightjet „New Generation“, damit ist die maximale Zuglänge erreicht. Die ÖBB begründet das auch u. a. mit der nur in einem kleinen Zeitraum ausreichenden Auslastung der Autotransportwagen und erhofft sich insgesamt mehr Nachfrage im reinen Passagierverkehr.
2025 werden Autos und Motorräder ganzjährig auf den Routen zwischen Feldkirch und Wien, Graz und Villach sowie saisonal zwischen Wien und Split transportiert.

## Tarife
Seit dem Fahrplanwechsel vom 10. Juni 2018 werden ausschließlich Fahrkarten des ÖBB-Tarifs vertrieben und die Anerkennung von durchgehenden Fahrkarten nach DB-Tarif wurde eingestellt. Die Benutzung eines Interrail- oder Eurail-Passes mit zusätzlicher Platz-/Liege-/Bettkarte bleibt weiterhin möglich.
Seit dem Fahrplanwechsel im Dezember 2018 bieten die ÖBB für Reisende, welche einen Anschlusszug im Tagverkehr nutzen möchten, ermäßigte Anschlusstickets an, sofern diese gemeinsam mit dem Ticket für den Nightjet gebucht werden.
Zum Fahrplanwechsel im Dezember 2023 wurden die Preise des Nightjet teilweise deutlich erhöht.

## Unfälle
Am 20. April 2018 ereignete sich der erste Unfall seit der Einführung der Marke Nightjet: Bei der Vereinigung der Züge NJ 236 und NJ 467 in Salzburg Hauptbahnhof kollidierten die hinzuzufügenden Wagen mit überhöhter Geschwindigkeit mit dem stehenden Teil des Zuges. Zwei Personen wurden schwer, 57 Personen leicht verletzt.
Am 7. Juni 2023, um ca. 21 Uhr, kam es zu einem schweren Unfall im Terfener Tunnel, Tirol. Involviert war ein Nightjet der ÖBB von Innsbruck nach Amsterdam bzw. Hamburg. Fahrzeugteile eines Kleinbusses streiften die Oberleitung. Daraufhin fingen dieser und ein weiteres Fahrzeug Feuer. Die 151 Fahrgäste wurden durch den Notausgang evakuiert. 33 von ihnen wurden mit einer leichten Rauchgasvergiftung ins Krankenhaus eingeliefert. Der Tunnel konnte zwei Tage später wieder für den Verkehr freigegeben werden.

## Kritik
Im Jahr 2024 häuften sich die Beschwerden über den Nachtzugverkehr der ÖBB, insbesondere wegen des Einsatzes von reinen Sitz- statt Liegewagen, ausgefallenen Klimaanlagen und erheblichen Verspätungen von bis zu einem halben Tag. Kritisiert wird zudem die Informationspolitik bei Störungen, die viele Fahrgäste als ungenügend empfinden.
Sebastian Wilken, Betreiber des Onlinemagazins Zugpost, bemängelte, dass das schnelle Wachstum des ÖBB-Nachtzugsystems zu erheblichen Problemen führe. Ständig werden neue Linien eröffnet, obwohl es an Wagen mangelt. Mittlerweile hat die ÖBB auch keine Reservewagen mehr. Aufgrund des teilweise hohen Alters der Wagen treten regelmäßig Störungen auf. Diese können jedoch nur in Wien behoben werden, was zur Folge hat, dass defekte Wagen unter Umständen mehrere Nächte mitlaufen müssen, bis der Zug wieder nach Wien zurückkehrt.
Kurt Bauer, Leiter des ÖBB-Fernverkehrs, bestätigte, dass es beim ÖBB-Nachtzug keine Reservewagen mehr gibt, und führte die hohe Nachfrage sowie die verzögerte Lieferung neuer Wagen von Siemens als Gründe an. Er bat die Fahrgäste um Geduld und versicherte, dass sich die Situation deutlich verbessern werde, sobald die neuen Wagen ausgeliefert sind und in Betrieb genommen werden können (Stand August 2024).
Die Anwendung des Dynamic-Pricing-Modells führt zeitweise zu stark erhöhten Ticketpreisen – insbesondere für Schlafwagenplätze. Gleichzeitig sind Fahrgäste mit einer wachsenden Zahl von Verspätungen und technischen Problemen konfrontiert (Stand November 2024), verursacht durch marode Infrastruktur im Ausland, lange Betriebszeiten und komplexe Wagenkombinationen. Insbesondere bei teuren Tickets entsteht dadurch Frust und Unzufriedenheit: Die Kundenerwartung an einen reibungslosen Ablauf wird häufig enttäuscht. Gleichzeitig entsteht der Eindruck, ein Flug wäre in vielerlei Hinsicht die komfortablere, verlässlichere und aufgrund der fehlenden Kostenwahrheit im Luftverkehr auch günstigere Alternative gewesen. Trotz der teilweise hohen Preise ist ein kostendeckender Betrieb laut ÖBB aktuell nur mit staatlicher Unterstützung möglich. Der Nachtzugbetrieb sei an der „Komplexitätsgrenze“ angekommen und verursacht aufgrund der Ablaufstörungen mittlerweile beträchtliche Zusatzkosten.